# 霍伊斯多夫
霍伊斯多夫（德語：Hoisdorf）是德国石勒苏益格－荷尔斯泰因州的一个市镇。总面积16.04平方公里，总人口3382人，其中男性1686人，女性1696人（2011年12月31日），人口密度211人/平方公里。